# (120347) Salacia
(120347) Salacia (frühere Bezeichnung 2004 SB60) ist ein großes transneptunisches Objekt im Kuipergürtel, das bahndynamisch als Cubewano oder als erweitertes Scattered Disc Object (DO) eingestuft wird. Aufgrund seiner Größe ist der Asteroid ein Zwergplanetenkandidat. Da Salacia über einen großen Begleiter namens Actaea verfügt, kann dieses System auch als Doppelasteroidensystem verstanden werden.

## Entdeckung und Benennung
Salacia wurde am 22. September 2004 von einem Astronomenteam des California Institute of Technology in Pasadena, bestehend aus Henry G. Roe, Michael E. Brown und Kristina M. Barkume am Palomar-Observatorium entdeckt. Die Entdeckung wurde am 7. Mai 2005 bekanntgegeben; der Planetoid erhielt die vorläufige Bezeichnung 2004 SB60 sowie am 19. September 2006 von der IAU die Kleinplanetennummer 120347. Salacia war die sechste Entdeckung eines großen TNO und wahrscheinlichen Zwergplaneten des Astronomenteams um Mike Brown. Browns Team entdeckte nacheinander Quaoar und Máni (2002), Sedna (2003) und Haumea (2003, umstritten) sowie Orcus. Darauf folgten zudem noch die Zwergplaneten Eris und Makemake (2005) sowie Gonggong (2007).
Am 18. Februar 2011 erhielt der Asteroid den offiziellen Namen Salacia, nach Neptuns Gemahlin, der Göttin des Salzwassers. Der Name leitet sich wahrscheinlich von „salum“ (Meer oder Meereswelle) ab. Da die schöne Nymphe Salacia auch mit Venus in Verbindung gebracht wurde, kann die Wortherkunft auch „salax“ (geil, im sexuellen Sinne) sein.
Nach ihrer Entdeckung ließ sich Salacia auf Fotos bis zum 25. Juli 1982, die im Rahmen des Digitized Sky Survey am Siding-Spring-Observatorium (Australien) gemacht wurden, zurückgehend identifizieren und so ihre Umlaufbahn genauer berechnen. Seither wurde der Planetoid durch verschiedene Teleskope wie das Hubble-, Herschel- und das Spitzer-Weltraumteleskop sowie erdbasierte Teleskope beobachtet. Im Dezember 2017 lagen insgesamt 124 Beobachtungen über 14 Oppositionen in einem Zeitraum von 35 Jahren vor. Die bisher letzte Beobachtung wurde im August 2018 am Purple Mountain Observatorium (China) durchgeführt. (Stand 13. März 2019)

## Eigenschaften

### Umlaufbahn
Salacia umkreist die Sonne auf einer leicht elliptischen Umlaufbahn zwischen 5.540.000.000 km (37,35 AE) und 6.959.000.000 km (46,55 AE) Abstand zu deren Zentrum. Die Bahnexzentrizität beträgt 0,11, die Bahn ist 23,93° gegenüber der Ekliptik geneigt. 
Die Umlaufzeit von Salacia beträgt 272,75 Jahre. Dies ist mit der Umlaufzeit des Zwergplaneten Haumea (285,5 Jahre) oder Quaoar (287,5 Jahre) vergleichbar. Obwohl sich die Bahnneigung von Salacia auf etwa 24° beläuft und die Bahnelemente allgemein passen, ist sie kein Mitglied der Haumea-Familie. Derzeit ist Salacia 45,08 AE von der Sonne entfernt. Das Perihel durchlief sie das letzte Mal 1926, der nächste Periheldurchlauf dürfte also im Jahr 2198 erfolgen.
Das Minor Planet Center klassifiziert Salacia als Cubewano, als Nicht–SDO und allgemein als Distant Object, während Marc Buie (DES) sie dagegen als erweitertes SDO (ESDO bzw. DO) einstuft.

### Größe und Rotation
Derzeit wird von einem Durchmesser von 866 km ausgegangen, womit Salacia hinsichtlich der Größe im Sonnensystem den 35. Platz belegt. Sie ist damit etwas kleiner als der Zwergplanet Ceres (950 km). Dies ist mehr als ursprünglich angenommen, da man Salacia zunächst für wesentlich heller hielt und den Durchmesser daher zuerst auf zwischen 650 km bis 750 km schätzte. Ausgehend von einem Durchmesser von 866 km ergibt sich Gesamtfläche von etwa 2.356.000 km², was in etwa der Fläche Algeriens entspricht.
Da anzunehmen ist, dass sich Salacia aufgrund ihrer Größe im hydrostatischen Gleichgewicht befindet und somit weitgehend rund sein muss, müsste sie die Kriterien für eine Einstufung als Zwergplanet erfüllen. Mike Brown geht davon aus, dass es sich bei Salacia nahezu sicher (nearly certainly) um einen Zwergplaneten handelt. Nach Gonzalo Tancredi ist es nur möglicherweise einer; allerdings ging dieser 2010 noch von einem Durchmesser von etwa 600 km aus.
Salacia rotiert in sechs Stunden und 5,4 Minuten einmal um ihre Achse. Daraus ergibt sich, dass sie in einem Salacia-Jahr 393702 Eigendrehungen („Tage“) vollführt. Dies ist allerdings noch mit einigen Unsicherheiten behaftet, da die damalige Beobachtungszeit nicht ausreichte und die Fehlerquote bei ungefähr 30 % liegt.
| Jahr                                         | Abmessungen km | Quelle              |
| -------------------------------------------- | -------------- | ------------------- |
| 2008                                         | 554,0          | Tancredi            |
| 2010                                         | 607,0          | Tancredi            |
| 2011                                         | 930,0 ± 210,0  | Grundy u. a.        |
| 2012                                         | 852,1          | Vilenius u. a.      |
| 2012                                         | 905,0 ± 103,0  | Stansberry u. a.    |
| 2013                                         | 854,0 ± 45,0   | Fornasier u. a.     |
| 2013                                         | 901,0 ± 45,0   | Lellouch u. a.      |
| 2014                                         | <491,0         | Thirouin u. a.      |
| 2015                                         | 666,08         | LightCurve DataBase |
| 2017                                         | 866,0 ± 37,0   | Brown u. a.         |
| 2018                                         | 921,0          | Brown               |
| Die präziseste Bestimmung ist fett markiert. |                |                     |

### Masse und innerer Aufbau
Nach Entdeckung des Mondes Actaea konnte die Gesamtmasse des Systems auf 4,38 ± 0,16  ⋅ 1020 kg bestimmt werden, wovon Salacia wegen des dreifach größeren Durchmessers gut 96 % in sich vereinen sollte.
Untersuchungen der dunklen Oberfläche von Salacia im nahen Infrarotspektrum weisen darauf hin, dass sich auf ihr nicht so viel Wassereis befindet wie ursprünglich angenommen (angeblich unter 5 %), obwohl die Dichte von 1,29 g/cm³ sich nahe an der von Wasser befindet. Demnach müsste der innere Aufbau von Salacia dennoch vorwiegend aus Wassereis bestehen, mit Beimengungen von Gestein, vergleichbar etwa mit dem Saturnmond Iapetus oder dem Uranusmond Miranda. Eine andere Möglichkeit wären Hohlräume unter der Oberfläche, die die niedrige Dichte erklären würden. Doch ist Salacia eigentlich zu groß, um eine signifikante Porosität aufzuweisen. Daher ist ihr innerer Aufbau wahrscheinlich differenziert. Ein Gesteinskern mit einer Dichte von 2,77–3,66 g/cm³ könnte 40 bis 65 % des Gesamtdurchmessers von Salacia ausmachen, falls ihr Wassereismantel nicht porös ist, und 45 bis 70 %, falls ihr Mantel eine Porosität von 10 % aufweist.

### Oberfläche
Die Oberfläche von Salacia ist mit einem ausgesprochen schwachen Rückstrahlvermögen von 3,5 % viel dunkler als ursprünglich angenommen, weswegen die Durchmesser-Schätzung zunächst kleiner ausfiel. Sie ist tatsächlich dunkler als alle anderen TNO in dieser Größe, obschon es weitere ähnlich dunkle Objekte gibt wie zum Beispiel Máni (5,1 %) und Achlys (6,5 %), die nur geringfügig heller sind. Die scheinbare Helligkeit von Salacia beträgt 20,79 m.

## Mond

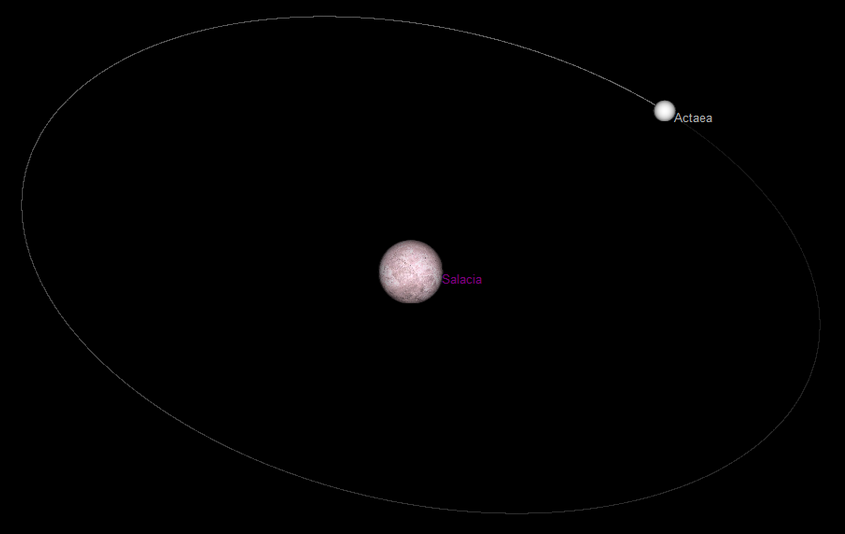
Orbitalsimulation von Salacia und Actaea.

Am 9. September 2006 entdeckte ein anderes Astronomenteam um Keith S. Noll mit dem Hubble-Weltraumteleskop einen natürlichen Begleiter, der fast genau ⅓ des Durchmessers von Salacia aufweist (290 ± 21 km). Damit weist dieses System in Bahnelementen und Größenverhältnissen starke Parallelen zum Orcus-Vanth-System auf, welches allerdings wie alle großen TNO wesentlich heller ist (Albedo 28 %); zudem umkreisen sich diese beiden Komponenten in um etwa ein Drittel größerer Distanz. 2067 wird es zu wechselseitigen Bedeckungen Salacias und Actaeas kommen. Da sich die beiden Komponenten des Systems relativ eng umkreisen, haben die Gezeitenkräfte die Exzentrizität des Mondorbits auf nahe Null reduziert.
Das Salacia-System in der Übersicht:
| Komponenten        | Physikalische Parameter | Physikalische Parameter | Physikalische Parameter | Bahnparameter        | Bahnparameter  | Bahnparameter | Bahnparameter                   | Entdeckung         |
| Name               | Durch- messer (km)      | Relativ- größe %        | Masse (kg)              | Große Halbachse (km) | Umlaufzeit (d) | Exzentrizität | Inklination zu Salacias Äquator | Datum              |
| ------------------ | ----------------------- | ----------------------- | ----------------------- | -------------------- | -------------- | ------------- | ------------------------------- | ------------------ |
| (120347) Salacia   | 866,0                   | 100,00                  | 4,38 · 1020             | –                    | –              | –             | –                               | 22. September 2004 |
| Actaea (Salacia I) | 290,0                   | 34,40                   | 1,86 · 1019             | 5619                 | 5,4938         | 0,0084        | ?°                              | 21. Juli 2006      |